# Surinaamse parlementsverkiezingen 1906
De Surinaamse parlementsverkiezingen in 1906 vonden plaats in maart van dat jaar. 
Er konden vier leden voor de Koloniale Staten gekozen worden in verband met het periodiek aftreden F.C. Curiel, F.C. Gefken, J.B. Nassy en R.A. Tammenga.
| Kandidaat       | Stemmen in de eerste ronde | resultaat |
| --------------- | -------------------------- | --------- |
| S.B. Bibaz      | 137                        | gekozen   |
| F.C. Curiel     | 237                        | gekozen   |
| F.C. Gefken     | 222                        | gekozen   |
| W.P. Hering     | 59                         | x         |
| A.M.W. ter Laag | 133                        | x         |
| A.A.J. Moelaart | 29                         | x         |
| R.A. Tammenga   | 166                        | gekozen   |

Bij deze verkiezingen mochten alleen mannen die aan bepaalde voorwaarden voldeden (censuskiesrecht) stemmen. Bij de eerste ronde waren er 273 geldig uitgebrachte stembiljetten waarbij een kiezer voor meer dan een kandidaat kon stemmen. Er waren vier zetels te verdelen en om in de eerste ronde gekozen te kunnen worden had een kandidaat de stem nodig van meer dan de helft van de geldig uitgebrachte stembiljetten (minstens 137 stemmen). Precies vier kandidaten voldeden aan die voorwaarde zodat er geen tweede ronde nodig was.
Na deze verkiezingen had de Koloniale Staten de volgende dertien leden:
| Naam          | Gepland jaar van aftreding | Bijzonderheden                                                             |
| ------------- | -------------------------- | -------------------------------------------------------------------------- |
| I. da Costa   | 1910                       | voorzitter                                                                 |
| F.C. Gefken   | 1912                       | vicevoorzitter                                                             |
| T.L. Ellis    | 1908                       |                                                                            |
| R. Fabriek    | 1908                       |                                                                            |
| J.C. Juda     | 1908                       | in 1907 opgevolgd door A. van 't Hoogerhuys                                |
| A.F. Wilmans  | 1908                       | in 1906 opgevolgd door A.R. Bueno                                          |
| D. Coutinho   | 1910                       |                                                                            |
| J.A. Dragten  | 1910                       |                                                                            |
| F.W. Hensen   | 1910                       | eind 1907 overleden en in 1908 opgevolgd door R.N.G.M. Bär von Hemmersweil |
| J.R. Thomson  | 1910                       |                                                                            |
| S.B. Bibaz    | 1912                       |                                                                            |
| F.C. Curiel   | 1912                       |                                                                            |
| R.A. Tammenga | 1912                       |                                                                            |